# Marten Hørger

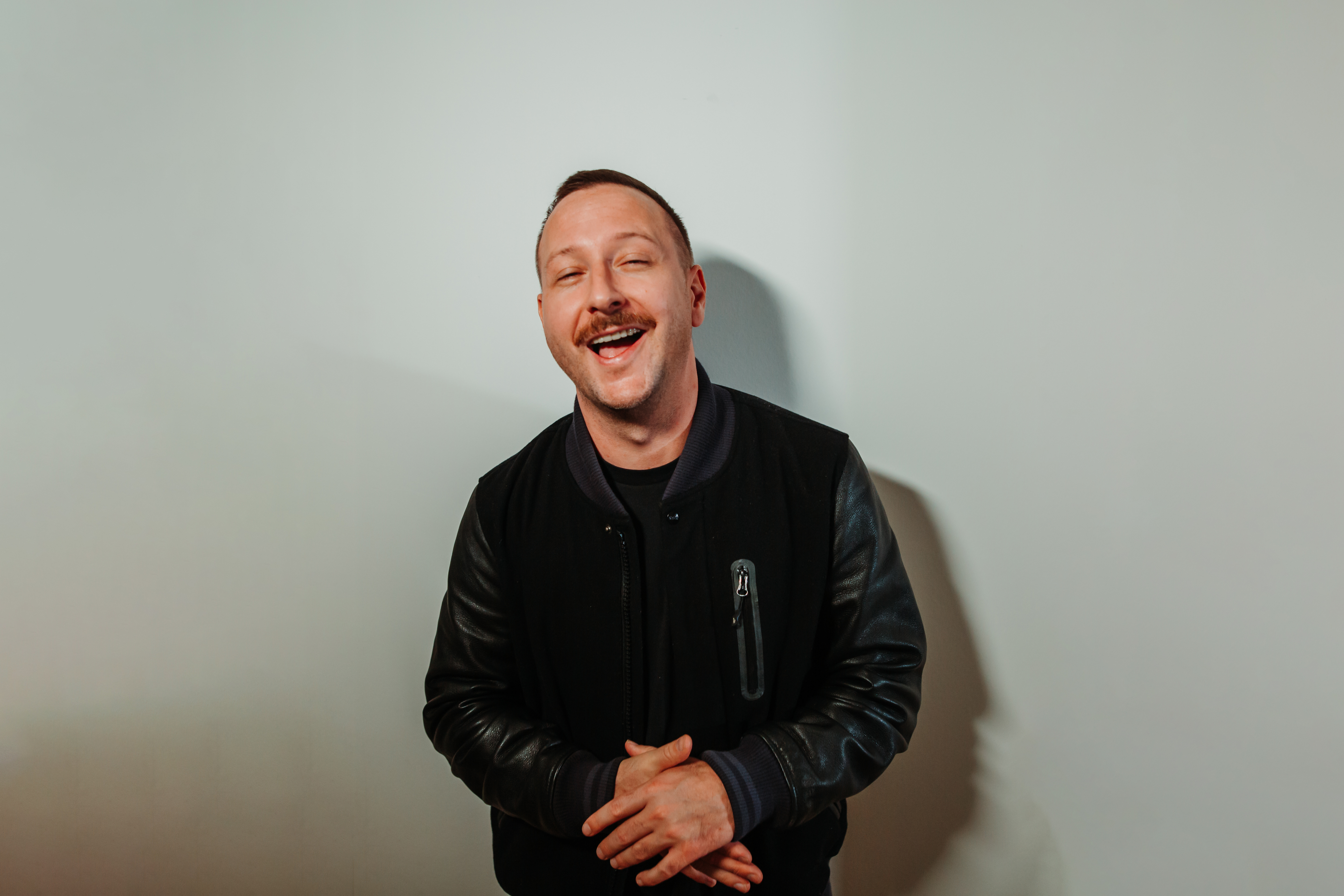
Marten Hørger (2020)

Marten Hørger (* in Bad Waldsee, Deutschland, wohnhaft in Stuttgart) ist ein deutscher DJ und Produzent. Zu seinen Projekten zählen neben seiner Solo-Karriere das Band-Projekt SMASH HIFI mit dem britischen Prodigy-Mitglied Leeroy Thornhill.

## Leben
1999 begann Hørger als DJ im Ravensburger Club Douala aufzulegen. 2004 gründete er mit dem Kölner Produzenten Captain Koma das Projekt Boogie Army, mit dem er bis 2008 zahlreiche nationale sowie internationale Auftritte absolvierte und mehrere Singles und Remixe veröffentlichte. 2014 gewann er mit seiner ersten Soloproduktion LGFU die Awards „Best Producer/Global“ und „Best Track/Global“ bei den International Breakspoll Awards in London. Seit 2010 ist Hørger neben seinem Soloprojekt auch unter dem Namen Smash Hifi mit Leeroy Thornhill (ehemals The Prodigy) aktiv.
Anfangs war Marten Hørger ausschließlich im Genre Breakbeat tätig, seitdem war sein Musikstil als DJ und Produzent außerdem geprägt von zahlreichen anderen Genres der elektronischen Tanzmusik wie Bass Music, House, Techno oder Hip-Hop.
Marten veröffentlichte auf den Labels Musical Freedom, Spinnin’ Records, Confession und Monstercat. Er absolvierte zahlreiche Auftritte in Europa, Nordamerika, Australien und Asien, darunter die Festivals Glastonbury, Burning Man, Shambhala, Fusion und Clubs wie Fabric (London), Academy (Los Angeles) und Vision (Tokio).
2020 hostete Marten Hørger als erster deutscher Künstler die Radio-Sendung Musical Freedom Radio auf dem Amerikanischen Sender Sirius XM und war der erste deutsche Gast bei Diplos Radio-Sendung Diplo & Friends auf BBC Radio 1 und BBC Radio 1Xtra in Großbritannien.
2021 wird Marten Hørger zum erfolgreichsten Bass House Künstler des Jahres auf Beatport, veröffentlicht offizielle Remixe für David Guetta und Tchami. Seine "WE'RE BACK TOUR" findet in 32 Städten in Europa und vor allem Amerika statt.

## Ehrungen und Auszeichnungen
- 2014 International Breakspoll Awards, „Best Producer (global)“ und „Best Track (global)“ für LGFU
- 2015 Nominierung bei den International Bassmusic Awards 2015 in der Kategorie „Bestes Video“ für Out of Our Minds
- 2017 International Breaks Awards – "Bester Remix" für "Stanton Warriors – Hoping"
- 2020 1001 Tracklists – Top 101 Producers 2020 – Platz 88
- 2020 Beatport Best Selling Bass House Producers (of All Time) – Platz 2
- 2021 Beatport Best Selling Bass House Producer of the year

## Diskographie

### Singles
- Marten Hørger – L.G.F.U. (Instant Vibes, 2013)
- Marten Hørger feat. Funkanomics – Oh Girl (Punks, 2014)
- Marten Hørger & Lady Waks – Shock Out (InBeatWeTrustMusic, 2014)
- Marten Hørger feat. Sangers & Ra – Out Of Our Minds (Central Station Records, 2014)
- Marten Hørger – Baduka (Punks, 2014)
- Marten Hørger – Deeper Down EP (Punks, 2015)
- Marten Hørger x Donkong – FEEL (Punks 2016)
- Marten Hørger x Donkong – Waiting (Punks 2017)
- Marten Hørger x Neon Steve – You Don't (Punks 2017)
- Marten Hørger – Hands Together EP (Confession 2018)
- Marten Hørger – The Remixes EP (Confession 2018)
- Marten Hørger – Badman Førward (Selfrelease 2018)
- Marten Hørger x Maximono – So High – (Insomniac 2018)
- Marten Hørger x Maximono – Loco (Be Rich 2018)
- Marten Hørger x Skiitour – Redlight (Punks 2018)
- Marten Hørger x Maximono – Switch (This Aint Bristol 2019)
- Marten Hørger x Neon Steve – Heavy (Suitor 2019)
- Marten Hørger x Skiitour – Redlight The Remixes (Punks 2019)
- Marten Hørger x Neon Steve – Were Back (The Prescription 2019)
- Marten Hørger x Neon Steve – Church (Spinnin 2019)
- Marten Hørger – Gonna Be Me – (Confession 2019)
- Marten Hørger x Karol Tip – We Wild – (Confession 2019)
- Marten Hørger – Jungle – (GPA2019)
- Marten Hørger – Anøther Dimensiøn (GPA2019)
- Marten Hørger x Neon Steve – On The Move (GPA2020)
- Marten Hørger – Feel So Right (Musical Freedom 2020)
- Habstrakt x Marten Hørger – Ya Think  (Monstercat 2020)
- Marten Hørger – Take Me High (Musical Freedom 2020)
- Marten Hørger – I Am Ready (Confession 2020)
- Dr Fresch x Marten Hørger – Take a Step Back (House Call 2020)
- Marten Hørger – Anøther Dimensiøn Pt. 2 (Musical Freedom 2020)
- Marten Hørger – Øut øf the Wørld EP (Confession 2021)
- Marten Hørger x Nitti Gritti – Want You (Self Release 2021)
- David Guetta x Marten Hørger – The Freaks (2023)

### Remixe
- Dub Pistols – In Love (Sunday Best, 2009)
- Access Denied – Lucky Bitches (WestWay, 2009)
- Members Of Mayday – Massive Moments (Bass Planet, 2009)
- Plastic Shell – Dead End (Ayra Recordings, 2009)
- Members Of Mayday – Make My Day (Bass Planet, 2010)
- Sangers & Ra feat. MC Sirreal – Nasty (WestWay, 2010)
- Plump DJs – Rocket Soul (Grand Hotel Records, 2012)
- Jay Robinson – Work It (Instant Vibes, 2012)
- Ed Solo & Deekline – Shake That (Rat Records UK, 2013)
- Stanton Warriors – Superstar (Punks, 2013)
- Mafia Kiss – High (Punks, 2015)
- Stanton Warriors – Hoping (Punks 2016)
- Vanilla Ace – Bring Back The Funk (Punks 2017)
- Wuki – NYC 2 LA (feat. Roxanna) (Confession 2020)
- Apache – Dead (feat YIZZY) (Kannibalen 2021)
- Tchami – Faith – Confession 2021
- David Guetta, Mistajam, John Newman –  How Will I Know (If You Really Love Me)